# ドッグクラッチ

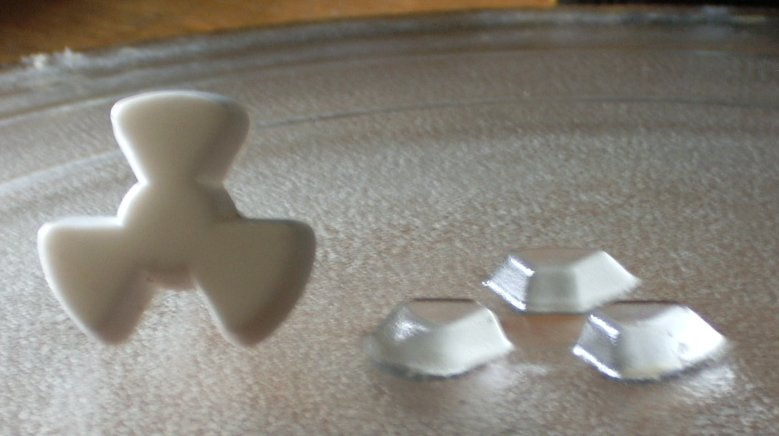
電子レンジにおいて回転皿を駆動するために使われるドッグクラッチ。

ドッグクラッチ（英語: dog clutch）は、摩擦によってではなく干渉（隙間嵌め）によって2つの回転するシャフトあるいはその他の回転する構成要素を連結するクラッチの一種である。噛み合いクラッチやドグクラッチとも呼ばれる。クラッチの2つの部品は一方が他方を押すように設計されており、これによって両方が同じ速度で回転し、滑ることはない。
ドッグクラッチは、滑りが望ましくない場合とトルクを制御するためにクラッチが使われない場合の両方またはまたはいずれか一方の場合に使われる。滑りがないため、ドッグクラッチは摩擦クラッチと同じように摩耗による影響を受けない。
ドッグクラッチは、異なる歯車を回転している入力および出力シャフトへロックするために自動車のマニュアルトランスミッション内部で使われる。シンクロメッシュ配置は、ドッグクラッチがかみ合うことができる前にシャフトの速度を合わせることによって確実に滑らかなかみ合いが出来るようにする。ドッグクラッチは一般にレースカーで使われる。
単純なドッグクラッチの好例はスターメーアーチャー製の自転車向け内装ギアで見ることができる。ここでは、遊星歯車列の異なる部分へとドライバアッセンブリをロックするためにスライドする十字形クラッチが使われる。
工学において、「ドッグ」は相互に関連した2つの構成要素をロックするために使われる道具または装置である。